# Sais rosalinde
Sais rosalinde är en fjärilsart som beskrevs av Gustav Weymer 1890. Sais rosalinde ingår i släktet Sais och familjen praktfjärilar. Inga underarter finns listade.